# Liściowiec ochrowy
Liściowiec ochrowy (Anabacerthia lichtensteini) – gatunek małego ptaka z rodziny garncarzowatych (Furnariidae). Występuje w południowo-wschodniej Brazylii, wschodnim Paragwaju i północno-wschodniej Argentynie. Nie wyróżnia się podgatunków.
Morfologia
- długość ciała: 16–18[5] cm
- masa ciała: około 20 g

Spośród wszystkich liściowców Anabacerthia lichtensteini ma najkrótszy dziób. Wierzch ciała ma barwę rdzawobrązową, a spód ochrową. Z szarobrązowym wierzchem głowy i ciemieniem kontrastuje płowa brew.
Biotop
Wiecznie zielone lasy tropikalne oraz nizinne lasy wtórne.
Pożywienie
Żeruje w środkowym i górnym piętrze lasów, zbierając stawonogi z liści. Często dołącza do wielogatunkowych stad.
Status
Przez IUCN od 1994 gatunek klasyfikowany jest jako najmniejszej troski (LC, Least Concern). Liczebność populacji nie została oszacowana, ale ptak ten opisywany jest jako pospolity. Trend liczebności populacji uznawany jest za spadkowy ze względu na utratę siedlisk.